# 美しき人生 (テレビドラマ)
『美しき人生』（うつくしきじんせい、原題：인생은 아름다워）は、2010年3月20日から11月7日にかけて、韓国SBSで放送されたテレビドラマ。

## 概要
このドラマは済州島を舞台にペンションを経営する再婚同士の夫婦を中心に繰り広げる作品で、特に連続ドラマとしては初めて同性愛を鮮明に描写され、同性愛者の男性がその事実を隠すために女性と交際し恋人の男性との三角関係になる場面が放映され話題となった。 脚本は『私の男の女』、『母さんに角が生えた』のキム・スヒョン、演出はチョン・ウリョン、出演は『太祖王建』、『大王世宗』、『名家』のキム・ヨンチョル、『ホジュン 宮廷医官への道』、『白い嘘』のキム・ヘスク、『イ・サン』のソン・チャンウィ。

## 登場人物

### ビョンテの家族
ヤン・ビョンテ〈60歳〉
演 - キム・ヨンチョル
結婚後2年で前妻が死去し、その後ミンジェと再婚した。
キム・ミンジェ〈60歳〉
演 - キム・ヘスク
前夫との離婚後、ビョンテと再婚した。料理研究家。
ヤン・ビョンジュン〈47歳〉
演 - キム・サンジュン
ビョンテの弟。
チョ・アラ〈47歳〉
演 - チャン・ミヒ
リゾート施設代表。
ヤン・ビョンゴル〈40歳〉
演 - ユン・ダフン
ビョンテとビョンジュンの弟。
ヤン・テソプ〈34歳〉
演 - ソン・チャンウィ
ビョンテの息子。内科医。
ヤン・ホソプ〈28歳〉
演 - イ・サンユン
ミンジェとビョンテの息子。
ヤン・チョロン〈25歳〉
演 - ナム・ギュリ
ミンジェとビョンテの娘。大学生。

### スイルの家族
ヤン・ジヘ〈34歳〉
演 - ウ・ヒジン
ミンジェと前夫の娘。
イ・スイル〈36歳〉
演 - イ・ミヌ
ジヘの夫。免税店に勤める。
イ・ジナ〈7歳〉
演 - チョン・ダビン

### その他の人物
プ・ヨンジュ〈27歳〉
演 - ナム・サンミ
ミンジェの助手。
ギョンス〈34歳〉
演 - イ・サンウ
カメラマン。
チェヨン
演 - ユミン（笛木優子）
皮膚科医。

## 受賞
- 2010年 第3回 コリアドラマアワード TV女性助演賞 - キム・ヘスク[10]
- 2010年 第5回 虹 人権賞 - キム・スヒョン[11]
- 2010年 第6回 世界を明るくした人々 放送部門 - キム・スヒョン[11]